# Квазеньга (посёлок)
Квазеньга — поселок в Устьянском районе Архангельской области.

## География
Находится в южной части Архангельской области на расстоянии приблизительно 72 км на северо-восток по прямой от административного центра района поселка Октябрьский на берегах реки Устья.

## История
Поселок был основан в 1934 году. В здешний леспромхоз после войны привозили большие группы бывших военнопленных и рабочих со всех регионов СССР. В 1990-е годы был закрыт молевой сплав по Устье и заготовки леса резко снизились, узкоколейная железная дорога была разобрана, а производство остановилось. До 2022 года поселок входил в Череновское сельское поселение до его упразднения.

## Население
Численность населения: 580 человек (русские 94 %) в 2002 году, 426 в 2010, 308 в 2024.